# Bình Minh, Đồng Nai
Bình Minh là một xã thuộc tỉnh Đồng Nai, Việt Nam.
Năm 2019, xã Bình Minh có diện tích 14,04 km², dân số  là 26.000 người, mật độ dân số đạt 1.797 người/km².
Bình Minh là địa phương khó khăn nhất khi tách ra từ xã Hố Nai 4 cũ, nhưng bù lại thì còn rất nhiều dư địa và nguồn lực cho phát triển hiện tại và tương lai.

## Địa lý
Xã Bình Minh vừa nằm ở phía Tây, cũng vừa gần trung tâm huyện Trảng Bom. Xã cách thành phố Biên Hòa khoảng 20 km theo quốc Lộ 1A và cách thị trấn Trảng Bom khoảng 4 km về phía Đông.
Xã có vị trị thuận lợi cho kết nối giao thông, phát triển buôn bán và đầu tư công nghiệp. Đây là đầu mối giao thông:
+ đi thành phố Biên Hòa và Long Khánh theo dọc đường 1 A,
+ Đi Long Thành và Vũng Tàu theo hướng đường Võ Nguyên Giáp
+ đi Khu công nghiệp Giang Điền qua đường huyện Bình Minh - Giang Điền về phía Nam.
Xã Bình Minh có vị trí địa lý:
- Phía nam giáp phường Phước Tân của Thành phố Biên Hòa
- Phía Đông giáp xã Quảng Tiến, một phần thị trấn Trảng Bom quanh hồ Sông Mây
- Phía Đông Bắc giáp xã Sông Trầu
- Phía Tây giáp xã Bắc Sơn
- Phía Bắc giáp xã Vĩnh Tân của huyện Vĩnh Cửu

## Lịch sử
Xã Bình Minh chính thức thành lập năm 1994 sau nhiều lần chia tách từ các đơn vị lịch sử.
Thời chính quyền Việt Nam Cộng hòa, đất Bình Minh thuộc xã Hố Nai, Quận Đức Tu.
Về phía chính quyền cách mạng, xã Bình Minh thuộc huyện 21 rồi sau đó đổi tên thành huyện Thống Nhất.
Từ năm 1976, huyện Thống Nhất thuộc tỉnh Đồng Nai chia xã Hố Nai thành 4 đơn vị hành chính mới là Hố Nai 1, Hố Nai 2, Hố Nai 3, Hố Nai 4. Trong đó, xã Bình Minh là một phần của xã Hố Nai 4.
Ngày 29 tháng 8 năm 1994, xã Hố Nai 4 thành 3 xã: Bắc Sơn, Bình Minh, Quảng Tiến. Trong đó, Bình Minh là xã có diện tích 14,47 km².
Năm 2003, huyện Thống Nhất (cũ) chia thành hai huyện Trảng Bom và Thống Nhất, Bình Minh là một xã của huyện Trảng Bom.
So với 03 xã tách ra từ Hố Nai 4 thì Bình Minh thiệt thòi nhất. Địa thế cách trở, kinh tế chậm và tản mác vì cách xa các khu công nghiệp và trung tâm của huyện. Tuy nhiên so với tổng quan thì Bình Minh vẫn là xã kinh tế khá, dân số và mật độ dân cư thuộc dạng tốt so với tổng thể của huyện Trảng Bom.

## Hành chính
Xã Bình Minh được chia thành 3 ấp: Trà Cổ, Tân Bình & Tân Bắc.

## Giao thông
Bình Minh là xã có giao thông đang phát triển. Nhưng điểm nhấn của nó vẫn là hai trục Đông Tây và Bắc Nam.
Trục Đông - Tây
- Trục Đông - Tây là Quốc lộ 1 chạy qua, nối thành phố Biên Hòa đi tới Thị trấn Trảng Bom đi thành phố Long Khánh và các tỉnh Miền Trung, tây Nguyên và cả nước.
- Đường sắt và đường bộ cạnh đường sắt cũng là trục giao thông quan trọng của xã Bình Minh và là trục định hướng của giao thông toàn huyện.
Các đường Đông - Tây đang được đầu tư phát triển như:
+ Đường Trục Đông - Tây nối Võ Nguyên Giáp tới khu Công Nghiệp Bàu Xéo 2.
+ Đường Vành Đai 4 đi qua xã Bình Minh bên trên Hồ Sông Mây.
+ Đường Trảng Bom - Xuân Lộc chạy song song và giảm tải cho đường Quộc lộ 1A,
+ Đường Thác Đá Hàn (nối đường Tỉnh 767 xã Bắc Sơn tới đường Nguyễn Hoàng xã Sông Trầu) chạy bên trên hồ Sông Mây.
Trục Bắc - Nam
Xã Bình Minh trải dài theo hướng Bắc - Nam. Nhưng đường theo hướng Bắc Nam có vẻ lép vế hơn theo trục Đông - Tây
- Lớn nhất là đường Võ Nguyên Giáp - Nối Quốc Lộ 1 A  với Quốc lộ 51. Đây là đường tráng thành phố Biên Hòa và cũng là trục giao thông quan trọng, dẫn hàng hóa công nghiệp thoát nhanh ra hướng cảng biển, đang định hình sự phát triển cho dân cư và kinh tế cho xã Bình Minh.
- Đường huyện Bình Minh - Giang Điền nối Quốc lộ 1 đi qua Thác Giang Điền và khu Công nghiệp Giang Điền. Con đường này đang được nâng cấp để phục vụ kết nối giao thông công nghiệp và du lịch.
Giao thông khác
Ngoài ra trục Bắc Nam của xã Bình Minh có các đường liên xã với vai trò nhỏ hơn như:
+ Đường Bắc Hòa - Phúc Sơn nối Quốc Lộ 1 A chạy thoát ra đường Võ Nguyên Giáp. Đường này mới trải nhựa gần ra đến đường sắt nhưng cũng tạo giao thông cho dân cư hai xã Bắc Sơn - Bình Minh.
+ Đường Bắc Sơn - Bình Minh nối Quốc Lộ 1 A chạy vào khu du lịch sinh thái Codona của hồ Sông Mây. Đường này mới có kế hoạch nâng cấp trong tương lai để phục vụ du lịch và dân sinh.
+ Các đường số 7, đường 56, đường 58, đường số 8, đường số 9, đường 42, đường 39... chỉ là các con đường nội bộ xã nhỏ để phát triển dân cư và phục vụ đời sống.
Nói chung, về giao thông thì xã Bình Minh còn cần xây dựng nhiều nữa để phát triển.

## Kinh tế
Bình Minh là đơn vị kinh tế thuộc loại khá của Trảng Bom, nhưng thành phần kinh tế chưa định hình rõ ràng.
Về kinh tế công nghiệp - sản xuất: Dân cư xã này vẫn làm công nghiệp là chủ yếu nhưng ít hơn so với các xã Bắc Sơn và Quảng Tiến.  Vì Bình Minh cách xa các khu công nghiệp Sông Mây và Bàu Xéo.
Về kinh tế dịch vụ - buôn bán:  xã Bình Minh ít phát triển hơn so với hai người anh em của Hố Nai 4 cũ là Bắc Sơn và Quảng Tiến.  Kinh tế buôn bán của xã Bình Minh tốt hơn ở 02 ấp Trà Cổ và Tân Bình do nằm ở ngã giao quốc lộc 1A và đường Võ Nguyên Giáp.
Hoạt động buôn bán cũng phát triển ở dọc Quốc lộ 1 của ấp Tân Bắc và dãi dân cư dọc đường tàu và đường Võ Nguyên Giáp do thuận lợi giao thông.
Còn các vùng khác, kinh tế của xã Bình Minh còn hạn chế. Hiện nay, các khu vực gần và trên hố Sông Mây chủ yếu kinh tế nông nghiệp với các cây ăn trái, cây ngắn ngày. Khu vực giữa đường 1 A và đường Võ Nguyên Giáp giáp xã Bắc Sơn vẫn còn phát triển kinh tế nông nghiệp, chăm nuôi (trang trại). Có các công ty công nghiệp gỗ, xưởng gốm... dạng nhỏ lẻ, tạo công ăn việc làm hạn chế cho người dân xung quang với số lượng ít.
Bình Mình hiện nay đã có hơn 190 doanh nghiệp đăng ký hoạt động với nhiều ngành nghề khác nhau.
Trong giai đoạn tới cùng với phát kế sự phát triển của các khu công nghiệp Giang Điền, khu công nghiệp Bàu Xéo 2,  khu công nghiệp Hố Nai giai đoạn 2 sẽ tạo công việc, thu nhập và kéo kinh tế của xã đi lên.
Dù vậy, Bình Mình vẫn được đánh giá là xã phá triển so với các xã phía đông của huyện Trảng Bom. Tương lai Bình Minh được quy hoạch vào khu đô thị trung tâm của huyện Trảng Bom và là một phường khi nâng cấp huyện lên thành thị xã.

## Dân cư
Dân cư của xã Binh Minh hình thành theo dạng tự nhiên nhiều hơn quy hoạch. Dân cư tập trung đông dọc hai bên đường quốc lộc 1A, mem theo đường Võ Nguyên Giáp và đường sắt. Đây là các nơi thuận tiện cho giao thông, buôn bán.
Xã Bình Minh đã được quy hoạch xây dựng Khu Tái Định Cư Bình Minh bên cạnh đường Võ Nguyên Giáp. Hiện nay đã thu hút dân về sinh sống nhưng chưa được nhiều.
Xã cũng đã quy hoạch xây dựng các điểm dân cư của các Ấp Trà Cổ, Bình Minh, Tân Bắc để dân về lập nghiệp và sinh sống.
Tính đến năm 2019, xã Bình Minh có 26.000 người dân, với mật độ dân số đạt 1.797 người/km². Đây là xã có dân số lớn thứ 4 và mật độ dân số cao thứ 5 của huyện Trảng Bom.

## Du lịch
Xã Bình Minh đang xây dựng khu du lịch sinh thái Codona với diện tích 77,24ha. Đây là dự án quan trọng của huyện Trảng Bom. Khu du lịch này kết hợp với Thác Giang Điền, Thác Đá Hàn, Sân Gofl Sông Mây.. tạo các chuỗi du lịch của Trảng Bom

## Định hướng phát triển
Huyện Trảng Bom đang quy hoạch lên thị xã vào giai đoạn 2025 - 2030 và xã Bình Minh sẽ trở thành một phường quan trọng của đô thị tương lai.
Trong tương quan phát triển, xã Bình Minh cùng với xã Hồ Nai 3 và Bắc Sơn sẽ trở thành Khu đô Hố Nai - chuyên chức năng công nghiệp - dịch vụ. Đây là bộ 3 đô thị lớn phía Tây đường vành đai 4.
Để phát triển như vậy, xã Bình Minh đang chú trọng phát triển giao thông, dịch vụ và thu hút dân cư.
Dự kiến xây dựng thêm siêu thị, trường học, khu dân cư, khu tái định cư... để phục vụ cho nhu cầu phát triển trong giai đoạn 2021 - 2030.